# Thomas Archer (1er baron Archer)
Pour les articles homonymes, voir Thomas Archer et Archer (homonymie).
Thomas Archer, 1er baron Archer (21 juillet 1695 - 19 octobre 1768) est un membre du Parlement anglais qui est créé baron Archer en 1747.

## Biographie

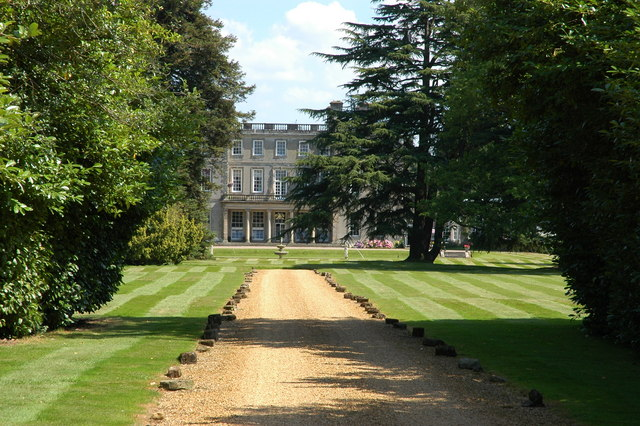
Umberslade Hall

Il est le fils aîné et l'héritier d'Andrew Archer (1659-1741) (en) d'Umberslade Hall à Tanworth-in-Arden, dans le Warwickshire et de son épouse Elizabeth Dashwood. Il succède à son père à Umberslade en 1741. 
Il est député de Warwick de 1735 à 1741, puis pour le bourg pourri de Bramber dans le Sussex de 1741 à 1747, date à laquelle il est élevé à la pairie. Il est aussi Custos Rotulorum of Flintshire de 1750 à 1753. 
En 1734, il devient fiduciaire, avec son frère cadet Henry, de la nouvelle colonie de Géorgie sur la côte est de l'Amérique. 
Il épouse Catherine Tipping, fille de Thomas Tipping (1er baronnet) et a un fils et des filles. Son fils Andrew Archer (2e baron Archer), lui succède en 1778. Sa fille Catherine épouse Other Windsor, 4e comte de Plymouth. 